# سیارک ۲۹۹۸۰
سیارک ۲۹۹۸۰ (به انگلیسی: 29980 Dougsimons، نامگذاری:1999SV6) بیست و نه هزار و نهصد و هشتادمین سیارک کشف شده‌است که در ۳۰ سپتامبر ۱۹۹۹ کشف شد.